# Station Hannover-Ledeburg
Station Hannover-Ledeburg (Haltepunkt Hannover-Ledeburg) is een spoorwegstation in de Duitse stad Hannover, stadsdeel Ledeburg,  in de deelstaat Nedersaksen. Het station ligt aan de spoorlijn Hannover - Celle en de spoorlijn Hannover - Bremervörde.

## Indeling
Het station heeft één eilandperron met twee perronsporen, welke deels is overkapt. Het perrons heeft twee ingangen, vanaf de noordzijde aan de straat Am Fuhrenkampe en vanaf de zuidzijde aan de straat Gretelriede. Deze ingangen zijn naast trappen ook voorzien van liften. In de straat Am Fuhrenkampe bevindt zich de bushalte van het station.

## Verbindingen
Het station is onderdeel van de S-Bahn van Hannover, die wordt geëxploiteerd door DB Regio Nord. De volgende treinseries doen het station Hannover-Ledeburg aan:
| Serie | Treinsoort             | Route | Bijzonderheden                                |
| ----- | ---------------------- | --- | --------------------------------------------- |
| S4    | S-Bahn (DB Regio Nord) | Bennemühlen – Hannover-Ledeburg – Hannover Hbf – Hannover Bismarckstraße – Hannover Messe/Laatzen – Hildesheim Hbf      | Bennemühlen - Hannover Hbf 2x per uur (ma-za) |
| S5    | S-Bahn (DB Regio Nord) | Hannover Flughafen – Hannover-Ledeburg – Hannover Hbf – Hannover Bismarckstraße – Hamelen – Bad Pyrmont – Paderborn Hbf | Flughafen - Hamelen 2x per uur                |